# Opposizione al matrimonio
Una volta che le pubblicazioni sono state compiute, è possibile fare opposizione al matrimonio se vi sono degli impedimenti.
L'opposizione si propone con ricorso al presidente del tribunale del luogo in cui è stata eseguita la pubblicazione di matrimonio.
Il tribunale può sospendere la celebrazione sino a che, con decreto, l'opposizione non venga rimossa.
I soggetti legittimati a proporre opposizione sono i genitori degli sposi, gli altri ascendenti, i parenti collaterali entro il terzo grado, il tutore e il curatore (se uno degli sposi è soggetto a tutela o a cura), il coniuge della persona che vuole contrarre un altro matrimonio, il precedente marito e ai parenti del precedente marito se la donna intende contrarre matrimonio in violazione del divieto temporaneo di nuove nozze, e il pubblico ministero.
L'ufficiale di stato civile, se è a conoscenza di alcunché che osti al matrimonio e che non è stato dichiarato, deve immediatamente informare il procuratore della Repubblica, affinché questi possa proporre opposizione.
I parenti possono proporre opposizione per qualunque causa che osti alla celebrazione, mentre il pubblico ministero può farlo solo in presenza di impedimento al matrimonio, o nel caso di infermità di mente di uno degli sposi nei confronti del quale, per ragioni di età, non può essere promossa l'interdizione.
Se l'opposizione viene respinta, l'opponente che non sia un ascendente o il pubblico ministero può essere condannato al risarcimento dei danni derivanti dall'ingiusta sospensione della celebrazione del matrimonio.